# Bowling for Soup
Bowling for Soup (ofta skrivet ¡Bowling for Soup! eller förkortad BFS) är ett poppunkband från Wichita Falls, Texas, USA. De bildades 1994 och är mest kända för sina låtar "Girl All the Bad Guys Want" (2002), High School Never Ends (2006) och "1985" (2004). Bandets medlemmar är Jaret Reddick (sång, gitarr), Chris Burney (gitarr, sång), Erik Chandler (bas, sång) och Gary Wiseman (trummor). Ursprunglig trummis i bandet var Lance Morril, men han ersattes 1998 med Gary Wiseman.
2003 blev singeln "Girl All the Bad Guys Want", från albumet Drunk Enough to Dance, grammynominerad för bästa popprestation av en grupp eller duo. När deras manager upptäckte att den var nominerad ringde han till Reddick, som var på BB med sin fru i väntan på deras dotter. 
Deras senaste album heter Drunk Dynasty och släpptes 2016. Bowling for Soup spelade 2014 in en cover av Green Day-låten St. Jimmy till hyllningsalbumet Kerrang! Does Green Day's American Idiot.

## Medlemmar
Nuvarande medlemmar
- Jaret Reddick - sång, gitarr (1994-idag)
- Chris Burney  - gitarr, bakgrundssång (1994-idag)
- Erik Chandler - bas, bakgrundssång (1994-idag)
- Gary Wiseman  - trummor, bakgrundssång. (1998-idag)

Tidigare medlemmar
- Lance Morrill – trummor, bakgrunsdsång (1994-1998)

Bildgalleri

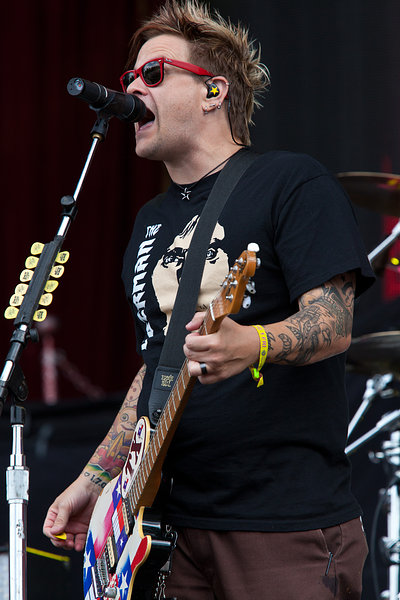
Jaret Reddick
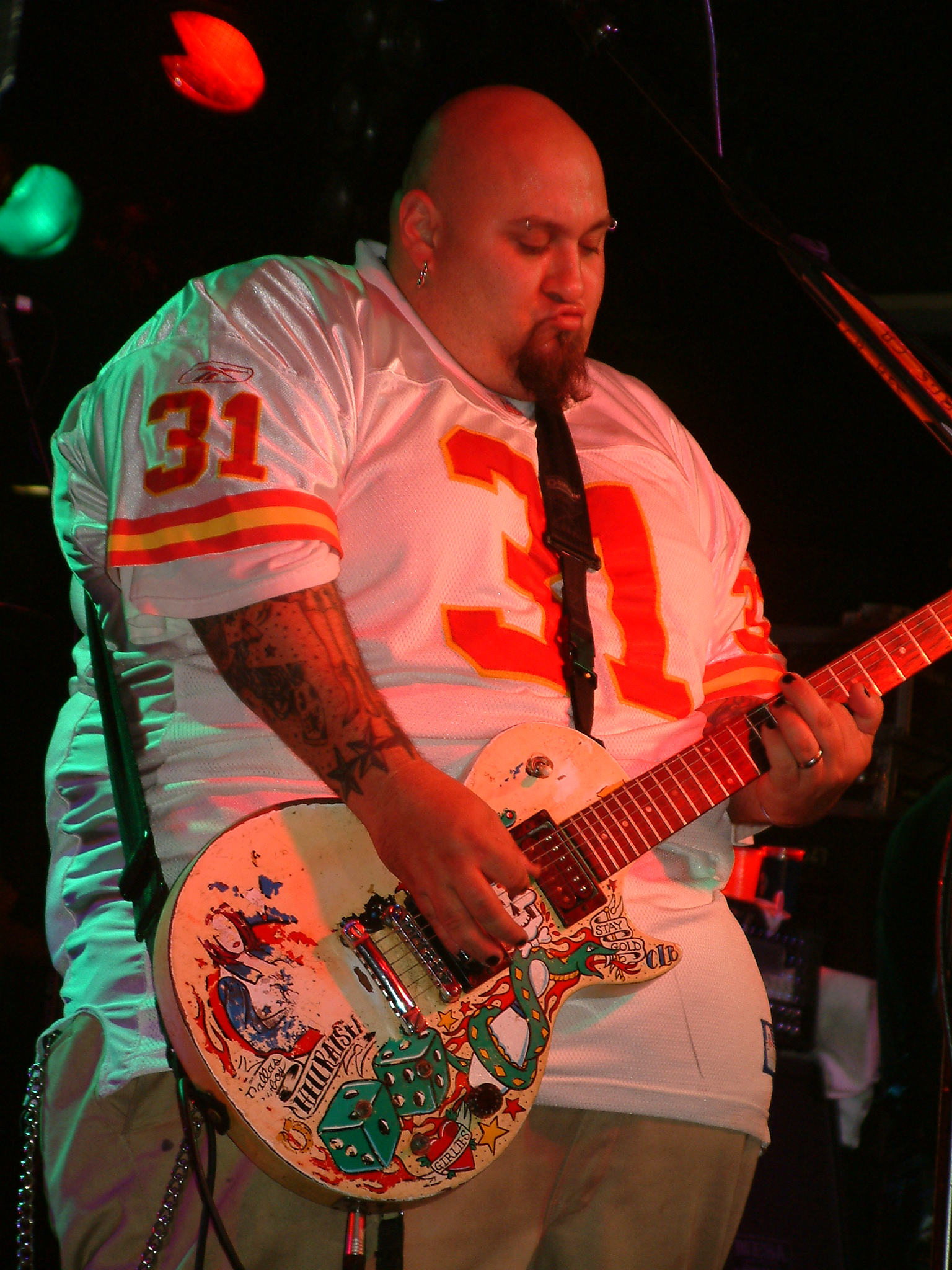
Chris Burney
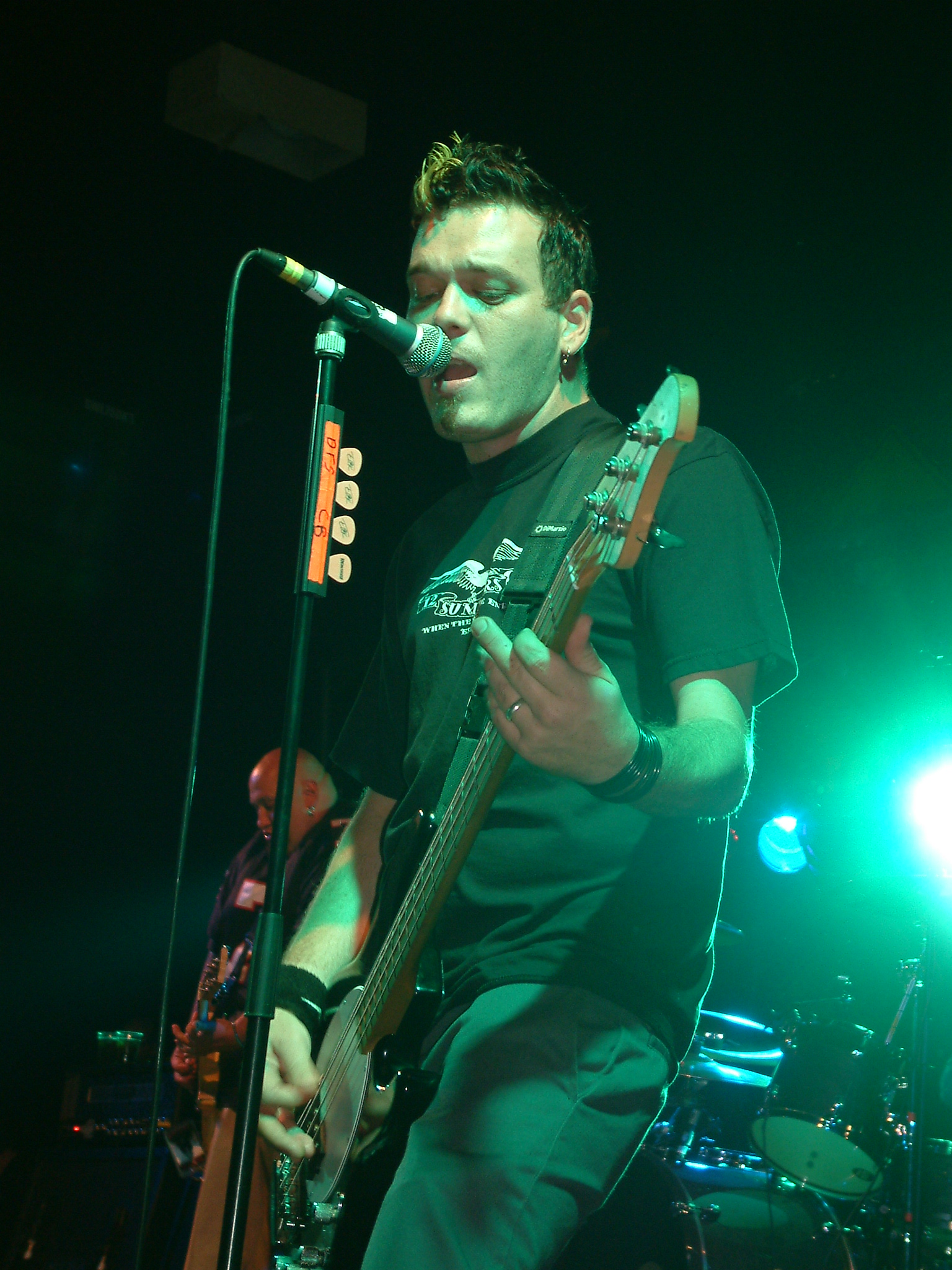
Eric Chandler
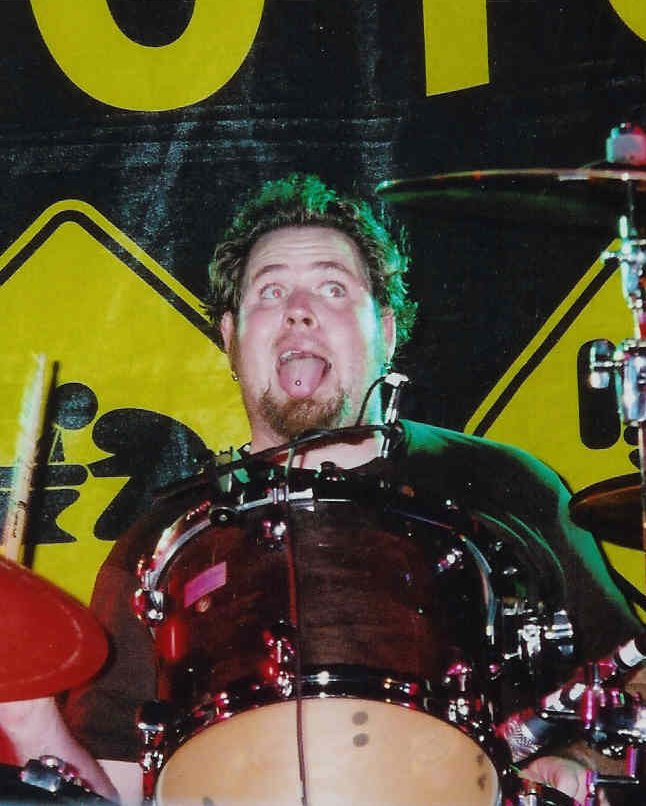
Gary Wiseman

## Diskografi

### Album

#### Studioalbum
- 1994 – Bowling for Soup
- 1996 – Cell Mates
- 1997 – Rock on Honorable Ones!!!
- 1998 – Tell Me When to Whoa
- 2000 – Let's Do It for Johnny!
- 2002 – Drunk Enough to Dance
- 2004 – A Hangover You Don't Deserve
- 2005 – Bowling for Soup Goes to the Movies
- 2006 – The Great Burrito Extortion Case
- 2009 – Sorry for Partyin'
- 2011 – Fishin' for Woos
- 2013 – Lunch. Drunk. Love.
- 2016 – Drunk Dynasty

#### Livealbum
- 2008 – Bowling for Soup: Live and Very Attractive

#### Samlingsalbum
- 2009 – Merry Flippin' Christmas Volume 1
- 2010 – Jaret & Erik 2010 UK Acoustic Tour Limited Edition CD
- 2011 – Playlist: The Very Best of Bowling for Soup
- 2011 – Merry Flippin' Christmas Volumes 1 and 2
- 2012 – One Big Happy (delad album med The Dollyrots och Patent Pending)

### EP
- 2005 - On Your Mark, Get Set...Smoke a Cigarette
- 2009 - My Wena EP
- 2011 - The Dollyrots vs. Bowling for Soup (delad EP med The Dollyrots)

### Singlar (i urval)
- 2002 - Girl All the Bad Guys Want (#64 på Billboard Hot 100 (US), #39 på Adult Top 40 (US Adult), #38 på Billboard Alternative Songs (US Alt.), #17 på Billboard Mainstream Top 40 (US Pop))
- 2004 - 1985 (US #23, US Adult #5, US Pop #10)
- 2005 - Almost (US #46, US Adult #17	, US Pop #21)
- 2005 - Ohio (Come Back to Texas) (US #119, US Pop #35)
- 2006 - High School Never Ends (US #97, US Adult #30)
- 2007 - When We Die (US Adult #30)